# Eurovision Song Contest 1999

Deltagande länder.
Länder som blivit utslagna föregående år.
Länder som tävlat förut men inte deltog 1999.

Eurovision Song Contest 1999 sändes från Binyanei Ha'ouma ICC i Jerusalem, Israel (vilket var samma lokal som tävlingen arrangerades i 1979) den 29 maj 1999 i och med att Israel året innan hade vunnit med Dana Internationals Diva. För första gången var det tre programledare; Yigal Ravid, Dafna Dekel och Sigal Shahamon. Vinnare blev Sveriges bidrag "Take me to your heaven" framfört av Charlotte Nilsson.
Stora förhandsfavoriter var Sverige, Nederländerna, Island, Cypern och Israel. Cypern fick dock enbart 2 poäng, båda från Storbritannien.
 
Mellan varje bidrag visades videovykort där man iscensatte berättelser ur Gamla Testamentet. Vissa var animerade, samtliga var gjorda med glimten i ögat. I Sveriges fall fanns det en berättelse om kung David och Batseba.

## Regeländringar
Inför årets tävling ändrades språkreglerna och länderna fick framföra sina bidrag på valfritt språk. Nio länder - ej medräknat Storbritannien, Irland och Malta - valde att sjunga på engelska. Israel sjöng några strofer på engelska medan Bosnien-Hercegovina sjöng sin refräng på franska. Tyskland sjöng sitt bidrag Reise nach Jerusalem på fyra språk - tyska, engelska, turkiska och hebreiska. Övriga länder framförde sina bidrag på deras modersmål.  
Detta år avskaffades orkestern helt och hållet och alla bidrag framfördes singback.

## Bidragen
Lettland skulle ha debuterat i årets upplaga, men drog sig ur vilket gjorde det möjligt för Ungern att delta. Ungern tackade nej vilket gjorde att Portugal kunde delta. I Tyskland diskvalificerades den egentliga vinnaren och istället skickades tvåan i den nationella uttagningen, den tysk-turkiska popgruppen Sürpriz. Samma sak hände även i Bosnien-Hercegovina, där vinnaren Hari Mata Hari diskvalificerades och tvåan skickades till Jerusalem. 
Tävlingen inleddes av Litauen som med balladen Strazdas var ett av flera etnoinfluerade bidrag detta år. 
Sist ut var Estland och deras ballad Diamond of Night blev således 1900-talets sista tävlande låt i Eurovisionen.
Sveriges bidrag Take Me To Your Heaven var den enda klassiska schlagerlåten i årets upplaga och kanske fick den draghjälp av att dess arrangemang påminde om Abba:s Waterloo som uppmärksammades för sitt firade 25-årsjubileum samma vår.
| Nr | Land                    | Artist                        | Sång                       | Placering | Poäng |
| -- | ----------------------- | ----------------------------- | -------------------------- | --------- | ----- |
| 1  | Litauen                 | Aistė                         | Strazdas                   | 20        | 13    |
| 2  | Belgien                 | Vanessa Chinitor              | Like the wind              | 12        | 38    |
| 3  | Spanien                 | Lydia                         | No quiero escuchar         | 23        | 1     |
| 4  | Kroatien                | Doris Dragović                | Marija Magdalena           | 4         | 118   |
| 5  | Storbritannien          | Precious                      | Say It Again               | 13        | 38    |
| 6  | Slovenien               | Darja Švajger                 | For a Thousand Years       | 11        | 50    |
| 7  | Turkiet                 | Tuba Önal                     | Dön Artik                  | 16        | 21    |
| 8  | Norge                   | Stig van Eijk                 | Living my life without you | 14        | 35    |
| 9  | Danmark                 | Trine Jepsen & Michael Teschl | This time I mean it        | 8         | 71    |
| 10 | Frankrike               | Nayah                         | Je veux donner ma voix     | 19        | 14    |
| 11 | Nederländerna           | Marlayne                      | One good reason            | 9         | 71    |
| 12 | Polen                   | Mietek Szczesniak             | Przytul mnie mocno         | 18        | 17    |
| 13 | Island                  | Selma                         | All out of luck            | 2         | 146   |
| 14 | Cypern                  | Marlain Angelidou             | Tha'ne erotas              | 22        | 2     |
| 15 | Sverige                 | Charlotte Nilsson             | Take Me to Your Heaven     | 1         | 163   |
| 16 | Portugal                | Rui Bandeira                  | Como tudo começou          | 21        | 12    |
| 17 | Irland                  | The Mullans                   | When you need me           | 17        | 18    |
| 18 | Österrike               | Bobbie Singer                 | Reflection                 | 10        | 65    |
| 19 | Israel                  | Eden                          | Happy Birthday             | 5         | 93    |
| 20 | Malta                   | Times three                   | Believe 'n peace           | 15        | 32    |
| 21 | Tyskland                | Sürpriz                       | Reise nach Jerusalem       | 3         | 140   |
| 22 | Bosnien och Hercegovina | Dino & Béatrice               | Putnici                    | 7         | 86    |
| 23 | Estland                 | Evelin Samuel & Camille       | Diamond of Night           | 6         | 90    |

## Omröstningen
Detta var andra året som telefonomröstning användes i större utsträckning för att avgöra vinnaren. Samtliga deltagarländer genomförde telefonomröstning utom Bosnien-Hercegovina, Irland och Turkiet, som liksom tidigare år använde sig av jury.

Omröstningen blev spännande ur Sveriges synpunkt. Irland tog ledningen efter första omgången, följt av att Island och Nederländerna gick upp i topp. I omgång tre tog Island ledningen, för att dela denna tillsammans med Slovenien i omgång fyra. Sedan tog Island ledningen igen efter omgång fem, fram till omgång tolv, då Sverige gick om, men med Tyskland och Island endast en poäng efter sig. Sverige behöll ledningen till omgång femton, då Island gick om på nytt. Island höll ledningen igen till omgång sjutton, då Sverige gick upp jämsides. Därefter ledde Sverige omröstningen ut, även om Island låg tätt efter ända fram till näst sista omröstningen då Sverige fick en ohotad ledning.

| Röd: Telefonröstning Blå: Juryer | Röd: Telefonröstning Blå: Juryer | Röster | Röster | Röster | Röster | Röster | Röster | Röster | Röster | Röster | Röster | Röster | Röster | Röster | Röster | Röster | Röster | Röster | Röster | Röster | Röster | Röster | Röster | Röster | Röster |
| Röd: Telefonröstning Blå: Juryer | Röd: Telefonröstning Blå: Juryer | Totalt | LT     | BE     | ES     | HR     | UK     | SI     | TR     | NO     | DK     | FR     | NL     | PL     | IS     | CY     | SE     | PT     | IE     | AT     | IL     | MT     | DE     | BA     | EE     |
| -------------------------------- | -------------------------------- | ------ | ------ | ------ | ------ | ------ | ------ | ------ | ------ | ------ | ------ | ------ | ------ | ------ | ------ | ------ | ------ | ------ | ------ | ------ | ------ | ------ | ------ | ------ | ------ |
| Bidrag                           | Litauen                          | 13     |        | -      | -      | 2      | -      | -      | -      | -      | -      | -      | -      | -      | -      | 5      | -      | -      | -      | -      | 3      | 1      | .      | -      | 2      |
| Bidrag                           | Belgien                          | 38     | -      |        | -      | 4      | -      | -      | -      | -      | -      | 2      | 10     | 2      | -      | -      | -      | -      | 10     | -      | 5      | -      | .      | -      | 5      |
| Bidrag                           | Spanien                          | 1      | -      | -      |        | 1      | -      | -      | -      | -      | -      | -      | -      | -      | -      | -      | -      | -      | -      | -      | -      | -      | .      | -      | -      |
| Bidrag                           | Kroatien                         | 118    | 6      | 5      | 12     |        | -      | 12     | 8      | -      | -      | 7      | 1      | 7      | 4      | 2      | 1      | 6      | 6      | 8      | 7      | 5      | 10     | 8      | 3      |
| Bidrag                           | Storbritannien                   | 38     | 5      | -      | 4      | 5      |        | 2      | 4      | -      | 1      | -      | -      | -      | -      | 4      | -      | -      | -      | -      | 4      | 8      | .      | 1      | -      |
| Bidrag                           | Slovenien                        | 50     | 10     | 2      | 2      | 12     | -      |        | -      | -      | -      | 1      | 6      | -      | -      | -      | -      | -      | 12     | -      | -      | -      | .      | 5      | -      |
| Bidrag                           | Turkiet                          | 21     | -      | -      | -      | -      | -      | -      |        | 4      | -      | 5      | -      | -      | -      | -      | -      | -      | -      | -      | -      | -      | 12     | -      | -      |
| Bidrag                           | Norge                            | 35     | -      | -      | -      | 7      | -      | -      | -      |        | 6      | -      | -      | -      | 7      | 7      | 5      | -      | 3      | -      | -      | -      |        | -      | -      |
| Bidrag                           | Danmark                          | 71     | -      | -      | 5      | -      | 5      | 5      | -      | -      |        | -      | -      | 1      | 12     | 8      | 8      | 3      | 7      | 5      | 2      | 4      |        | -      | 6      |
| Bidrag                           | Frankrike                        | 14     | 2      | -      | -      | -      | -      | -      | 2      | 8      | -      |        | -      | -      | -      | -      | -      | -      | 2      | -      | -      | -      | .      | -      | -      |
| Bidrag                           | Nederländerna                    | 71     | 4      | 12     | 3      | -      | 8      | 3      | 5      | -      | 7      | -      |        | -      | 6      | -      | 4      | 2      | 1      | 4      | 6      | 2      |        | 4      | -      |
| Bidrag                           | Polen                            | 17     | 7      | -      | -      | -      | -      | -      | -      | -      | -      | -      | -      |        | -      | -      | -      | -      | -      | -      | -      | -      | 4      | 6      | -      |
| Bidrag                           | Island                           | 146    | 8      | 8      | 10     | -      | 10     | -      | 10     | 10     | 12     | -      | 7      | 4      |        | 12     | 12     | 4      | 4      | 2      | 10     | 10     | 3      | -      | 10     |
| Bidrag                           | Cypern                           | 2      | -      | -      | -      | -      | 2      | -      | -      | -      | -      | -      | -      | -      | -      |        | -      | -      | -      | -      | -      | -      | .      | -      | -      |
| Bidrag                           | Sverige                          | 163    | 3      | 7      | 6      | -      | 12     | 7      | 6      | 12     | 10     | 3      | 8      | 6      | 10     | 6      |        | 10     | 5      | 6      | 8      | 12     | 2      | 12     | 12     |
| Bidrag                           | Portugal                         | 12     | -      | -      | -      | -      | -      | -      | -      | -      | -      | 12     | -      | -      | -      | -      | -      |        | -      | -      | -      | -      | .      | -      | -      |
| Bidrag                           | Irland                           | 18     | 12     | -      | -      | -      | 4      | -      | 1      | 1      | -      | -      | -      | -      | -      | -      | -      | -      |        | -      | -      | -      | .      | -      | -      |
| Bidrag                           | Österrike                        | 65     | -      | 6      | -      | -      | 7      | 4      | -      | 6      | 3      | -      | 2      | 3      | 8      | 1      | 7      | 5      | -      |        | -      | -      | 5      | -      | 8      |
| Bidrag                           | Israel                           | 93     | -      | 3      | 8      | 8      | -      | 1      | 3      | 2      | 2      | 10     | 4      | 10     | 1      | 10     | 3      | 8      | -      | 1      |        | 6      | 7      | 2      | 4      |
| Bidrag                           | Malta                            | 32     | -      | -      | -      | 6      | 6      | -      | -      | -      | -      | -      | -      | -      | -      | 3      | -      | 1      | -      | 7      | -      |        | 1      | 7      | 1      |
| Bidrag                           | Tyskland                         | 140    | -      | 10     | 7      | 3      | 1      | 6      | 12     | 3      | 5      | 8      | 12     | 12     | 5      | -      | 2      | 12     | -      | 10     | 12     | 3      |        | 10     | 7      |
| Bidrag                           | Bosnien-Hercegovina              | 86     | -      | 1      | -      | 10     | -      | 10     | 7      | 7      | 8      | 6      | 3      | 5      | 3      | -      | 6      | -      | -      | 12     | -      | -      | 8      |        | -      |
| Bidrag                           | Estland                          | 90     | 1      | 4      | 1      | -      | 3      | 8      | -      | 5      | 4      | 4      | 5      | 8      | 2      | -      | 10     | 7      | 8      | 3      | 1      | 7      | 6      | 3      |        |

### 12-poängare
| Antal | Tävlande land           | Länder som gav 12 poäng                                    |
| ----- | ----------------------- | ---------------------------------------------------------- |
| 5     | Sverige                 | Bosnien-Hercegovina, Estland, Malta, Norge, Storbritannien |
| 5     | Tyskland                | Israel, Nederländerna, Polen, Portugal, Turkiet            |
| 3     | Island                  | Cypern, Danmark, Sverige                                   |
| 2     | Kroatien                | Slovenien, Spanien                                         |
| 2     | Slovenien               | Irland, Kroatien                                           |
| 1     | Bosnien och Hercegovina | Österrike                                                  |
| 1     | Danmark                 | Island                                                     |
| 1     | Irland                  | Litauen                                                    |
| 1     | Nederländerna           | Belgien                                                    |
| 1     | Portugal                | Frankrike                                                  |
| 1     | Turkiet                 | Tyskland                                                   |

## Prisutdelningen
När Dana International efter omröstningen skulle lämna över priset till de segrande kompositörerna, låtsades hon att pokalen var för tung att lyfta, och vinglade lite avsiktligt. Då tappade hon balansen och föll omkull och fick den svenska kompositören Gert Lengstrand över sig, som samtidigt råkade spilla vin på hennes klänning. När hon väl kom på fötter, sprang hon ut från scenen, döljande sitt ansikte.